# مارانا (آریزونا)
مارانا (به انگلیسی: Marana) شهرکی در شهرستان پیما ایالت آریزونا است که در سرشماری سال ۲۰۱۰ میلادی، ۳۴٬۹۶۱ نفر جمعیت داشته است. مارانا، به‌طور رسمی در تاریخ ۱۹۷۷ میلادی به‌عنوان یک شهر شناخته شد.